# Veresegyház vasútállomás
Veresegyház állomás a Budapest–Vácrátót–Vác-vasútvonal egyik legfontosabb vasútállomása, a volt Veresegyház–Gödöllő-vasútvonal kiinduló állomása. Az 1911-ben átadott állomás Pest vármegyében, Veresegyházon található, üzemeltetője a MÁV Magyar Államvasutak Zrt. Közúti megközelítését a település központja felől a 2104-es útból kiágazó 21 311-es számú mellékút teszi lehetővé. A Volánbusz helyközi és helyi buszjáratai egyaránt érintik.

## Vasútvonalak
Az állomást az alábbi vasútvonalak érintik:
- Budapest–Vácrátót–Vác-vasútvonal
- Veresegyház–Gödöllő-vasútvonal

## Kapcsolódó állomások
A vasútállomáshoz az alábbi állomások vannak a legközelebb:
- Ivacs megállóhely (Budapest-Nyugati pályaudvar, Budapest–Vácrátót–Vác-vasútvonal)
- Erdőkertes megállóhely (Vác vasútállomás, Budapest–Vácrátót–Vác-vasútvonal)

## Megközelítés tömegközlekedéssel
- Helyi és helyközi busz:  389, 391, 392, 395, 396, 451, 453, 454

## Forgalom
| Járat | Útvonal | Gyakoriság           |
| ----- | --- | -------------------- |
| S71   | Budapest-Nyugati – Rákosrendező – Istvántelek – Rákospalota-Újpest – Rákospalota-Kertváros – Alagimajor – Fót – Fótújfalu – Fótfürdő – Csomád – Ivacs – Veresegyház – Erdőkertes – Vicziántelep – Őrbottyán – Rudnaykert – Váchartyán – Csörög – Máriaudvar – Vác-Alsóváros – Vác | Óránként             |
| G71   | Budapest-Nyugati – Rákospalota-Újpest – Fót – Fótújfalu – Ivacs – Veresegyház – Erdőkertes – Vicziántelep – Őrbottyán – Rudnaykert – Váchartyán – Vácrátót – Csörög – Máriaudvar – Vác-Alsóváros – Vác                                                                            | Csúcsidőben óránként |